# Ropusholmen
Ropusholmen est une île norvégienne dans le landskap Sunnhordland du comté de Vestland. Elle appartient administrativement à Sveio.

## Géographie
Rocheuse et couverte d'arbres, à fleur d'eau, elle s'étend sur environ 115 m de longueur pour une largeur approximative de 105 m. Elle compte quelques habitations. 